# Nervi splanchnici
De nervi splanchnici of ingewandszenuwen zijn gepaarde zenuwen in het autonome orthosympathische zenuwstelsel die bijdragen bij aan de innervatie van de viscera. Zij bestaan uit vezels van het autonome zenuwstelsel alsook sensorische zenuwvezels afkomstig van de organen, die ook wel afferent viscerale zenuwvezels worden genoemd. Alle bevatten orthosympathische zenuwvezels behalve de nervi splanchnici pelvici, die parasympathische zenuwvezels bevat. Stimulering van de nervi splachnici leidt tot de aanmaak en uitscheiding van catecholamines door de bijnieren.

## Typen
Onder de nervi splanchnici vallen de:
- Nervus splanchnicus major, grote ingewandszenuw
- Nervus splanchnicus minor, kleine ingewandszenuw
- Nervus splanchnicus imus, onderste ingewandszenuw
- Nervi splanchnici lumbales, lendeningewandszenuwen
- Nervi splanchnici sacrales
- Nervi splanchnici pelvici, bekkeningewandszenuwen
- Cardiopulmonale zenuwen[3]

| Zenuw                       | Zenuw                      | Pre-/postsynaptisch | Autonoom zenuwstelsel | Oorsprong                                         | Eindiging                                                                                    |
| --------------------------- | -------------------------- | ------------------- | --------------------- | ------------------------------------------------- | -------------------------------------------------------------------------------------------- |
| Cardiopulmonale zenuwen     | Cardiopulmonale zenuwen    | Postsynaptisch      | Orthosympathisch      | Ganglia cervicalia en ganglia thoracica superiora | Borstholte                                                                                   |
| Nervi splanchnici thoracici | Algemeen                   | Presynaptisch       | Orthosympathisch      | Ganglia thoracica inferiora                       | Ganglia praevertebralia                                                                      |
| Nervi splanchnici thoracici | Nervus splanchnicus major  | Presynaptisch       | Orthosympathisch      | T5-T9 of T10                                      | Ganglia coeliaca                                                                             |
| Nervi splanchnici thoracici | Nervus splanchnicus minor  | Presynaptisch       | Orthosympathisch      | T10-T11                                           | Ganglia aortorenalia                                                                         |
| Nervi splanchnici thoracici | Nervus splanchnicus imus   | Presynaptisch       | Orthosympathisch      | T12                                               | Ganglia mesenteria superiora                                                                 |
| Nervi splanchnici lumbares  | Nervi splanchnici lumbares | Presynaptisch       | Orthosympathisch      | Ganglia lumbaria                                  | Ganglia mesenteria inferiora, ganglia van de plexus intermesentericus en plexus hypogastrius |
| Nervi splanchnici sacrales  |                            | Presynaptisch       | Orthosympathisch      |                                                   |                                                                                              |
| Nervi splanchnici pelvici   | Nervi splanchnici pelvici  | Presynaptisch       | Parasympathisch       | Ganglia sacralia, S2-S4                           | Ganglia intramuralia van het colon descendens en colon sigmoideum, rectum en viscera pelvis  |